# Observationes Botanicae quibus Plantae Indiae Occidentalis
Observationes Botanicae quibus Plantae Indiae Occidentalis (abreviado Observ. Bot. (Swartz)) es un libro con ilustraciones y descripciones botánicas que fue escrito por el botánico, micólogo, algólogo, pteridólogo, y briólogo sueco Peter Olof Swartz y publicado en el año 1791 con el nombre de Observationes Botanicae quibus Plantae Indiae Occidentalis aliaeque Systematis Vegetabilium ed. xiv.